# Alejandro Pidal y Mon

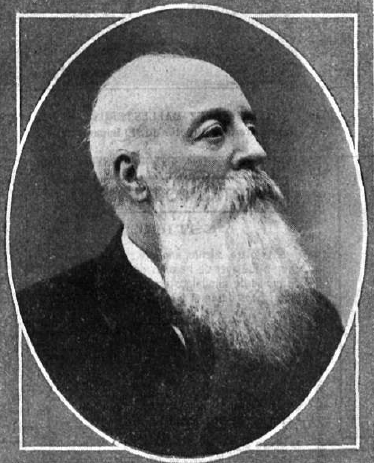
Alejandro Pidal y Mon.

Alejandro Pidal y Mon, född 1847 i Madrid, död 1913, var en spansk politiker och författare. Han var son till Pedro José Pidal, bror till Luis Pidal y Mon och far till Pedro Pidal. 